# ألفين والسناجب

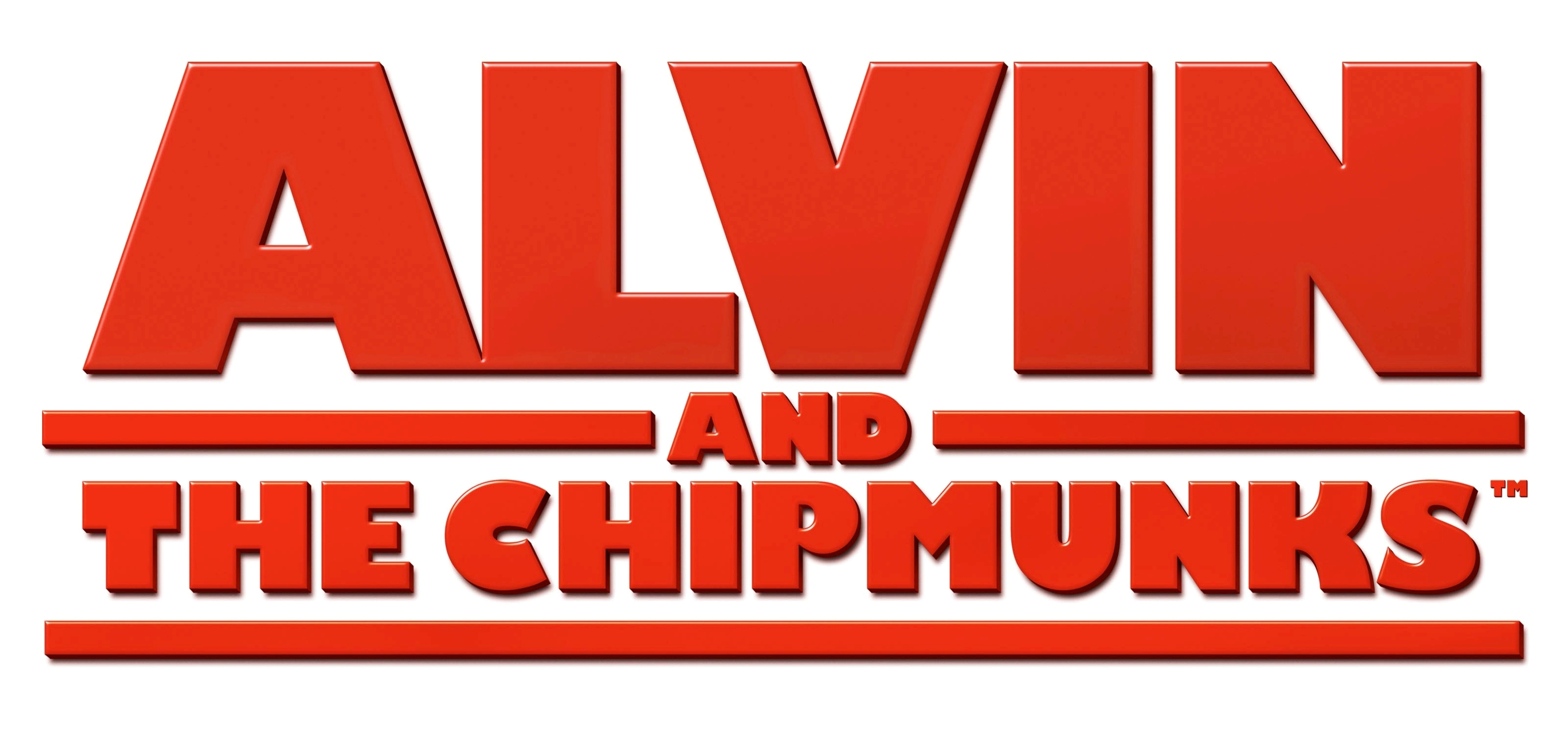

ألفين والسناجب (بالإنجليزية: Alvin and the Chipmunks)‏، هو مسلسل كرتوني يحكي عن مجموعة موسيقية متكونة من ثلاثة سناجب، تتميز بخلط بين الحركة التي يقوم بها الممثلون الحقيقيون والكارتون المبني على شخصيات متحركة ناجحة أسست منذ العام 1950.

## قصة الفيلم
يحكي الفيلم قصة ثلاث سناجب الفين سيمون وتييودور و ثلاث سنجابات بريتاني جانيت وايليونور تحاول تكوين فرقة موسيقية وأثناء ذلك تقع عدة مشاكل تخلق العديد من المواقف الكوميدية، وفعلا ينجحون في تكوينها بمساعدة صديقهم دافيد سيفيل واييان اوك .

## روابط خارجية
- ألفين والسناجب على موقع IMDb (الإنجليزية)
- ألفين والسناجب على موقع ميوزك برينز (الإنجليزية)
- ألفين والسناجب على موقع أول ميوزيك (الإنجليزية)
- ألفين والسناجب على موقع ديسكوغز (الإنجليزية)